# Batjuyag Gonchigsuren
Batjuyag Gonchigsuren (25 de agosto de 1999) es un deportista mongol que compite en judo. Ganó una medalla de plata en los Juegos Asiáticos de 2022 y dos medallas de bronce en el Campeonato Asiático de Judo, en los años 2022 y 2024.

## Palmarés internacional
| Juegos Asiáticos    | Juegos Asiáticos       | Juegos Asiáticos  | Juegos Asiáticos |
| Año                 | Lugar                  | Medalla           | Categoría        |
| ------------------- | ---------------------- | ----------------- | ---------------- |
| 2022                | Hangzhou (China)       | Medalla de plata  | –100 kg          |
| Campeonato Asiático |                        |                   |                  |
| Año                 | Lugar                  | Medalla           | Categoría        |
| 2022                | Nursultán (Kazajistán) | Medalla de bronce | –100 kg          |
| 2024                | Hong Kong (China)      | Medalla de bronce | –100 kg          |